# Кирдій (герб)
Кирдій, або Кердея — шляхетський герб руського походження.

## Опис герба
Щит розсічений, у правому синьому полі, три лілії в стовп, ліве поле червоне, у клейноді три страусових пір'їни.

## Найперша згадка
За даними джерел, герб був наданий Людовиком Угорським Кердію, який був нащадком хана парекопських татар з Криму. Оскільки Кердей відзначився під час завоювання замку Белз 1377 року, він був нагороджений індигенатом . Свідоцтво цієї події - лілії, взяті з герба королівської родини Анжу . Кердеї приходять з таких сімей, які мали назву міст із великого прабатьківського спадку: Гощі з Гощі, Тайкури з Тайкур, Чапличі Шпанівські зі Шпанів . 
Герб поширений серед багатьох шляхетських родин з Волині, Литви та Холму. 
Вперше печатка з даним гербом з'являється у письмових і судових джерелах в 1436 році. Відомі середньовічні печатки: 1451 - Грицько Кердійович з Поморзан, воєвода Поділля; 1454 - Ванько з Квасилів, каштелян Холму.  

## Гербовий рід
Czaplice, Dzius, Dziusa, Dziusz, Dzus, Girdziewicz, Girsztowt, Hojski, Hoscki, Hościł, Hoścki, Ярмунд, зграї, Kierdeja, Kierdejowicz, Kiernicki, Kikłowicz, Козинський, Krzywicki, Krzywiecki, Mniszyński, Mylski, Pohorecki, Szpanowski, Wielhorski.

## Див
- Кердеї